# Psilocibină
Psilocibina este un compus organic natural derivat de dimetiltriptamină fosfatată, acționând ca prodrog psihedelic și este regăsit în peste 200 de specii de fungi. Sursele cele mai bogate sunt reprezentanții din genul Psilocybe, precum P. azurescens, P. semilanceata și P. cyanescens, dar compusul a fost izolat cu succes și din multe alte genuri. Ca prodrog, este rapid metabolizată în organism la psilocină, care prezintă efecte similare cu cele induse de LSD, mescalină și DMT (euforie, halucinații vizuale, alterarea percepției, alterarea senzației timpului și experiențele spirituale).